# محشي بلح البحر

محشي بلح البحر هو طبق يتكون من بلح البحر،أرز،أعشاب وبعض المكسرات.تعتبر من أشهر وجبات الشوارع في تركيا.